# Конти-Старі
Конти-Старі (пол. Kąty Stare) — село в Польщі, у гміні Стопниця Буського повіту Свентокшиського воєводства.
У 1975-1998 роках село належало до Келецького воєводства.